# Escuelas Comunitarias Robert F. Kennedy
Las Escuelas Comunitarias Robert F. Kennedy (Robert F. Kennedy Community Schools) es un complejo escolar en la ciudad de Los Ángeles, California. Como parte del Distrito Escolar Unificado de Los Ángeles (LAUSD por sus siglas en inglés), el complejo K-12 (escuela primaria o elementary school a escuela preparatoria o high school) incluyen:
- Escuela Ambassador de Educación Global (ASGE) - grados K a 5
- Escuela Ambassador de Liderazgo Global (ASGE) - grados 6 a 12
- Escuela Preparatoria Los Ángeles para las Artes (LAHSA) - grados 9 a 12
- Academia Nuevo Mundo Abierto (NOW) - grados K a 12
- Escuela para las Artes Visuales y Humanidades (SVAH) - grados 9 a 12
- UCLA Community School (UCLA-CS) - grados K a 12

Construido en el sitio del ex-Ambassador Hotel, tuvo un costo de $578 millones, por lo que es la instalación escolar más caro en los Estados Unidos. El complejo se abrió en 2010.